# 杰宁

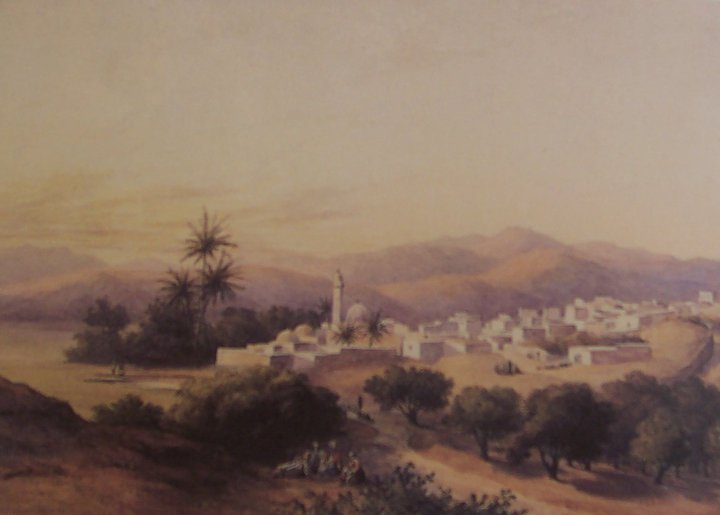
杰宁图像, 1880公年

傑寧（阿拉伯语：‎，羅馬化：Ǧanīn，希伯來語：‎），巴勒斯坦北部城市，由巴勒斯坦民族权力机构管辖。杰宁为周边地区的农业中心。人口39,004人（2007年）。傑寧市为杰宁省的行政中心。

## 历史
杰宁是四千年的古老的城市。是迦南人建成的。据说耶稣经过几次。 在杰宁附近有一个很老的教堂建于公元四世纪。
中世纪时被十字军占领。1260年，在杰宁北方进行了历史上很重要的一场战斗阿音札鲁特战役， 对战双方是穆斯林的埃及马木留克王朝和蒙古帝国军队。
第一次世界大战期间为土耳其-德国基地。1923—1948年属巴勒斯坦託管地。1948年为约旦和伊拉克两国军队的重要据点。1967年的六日战争后被以色列占领。1996年，依照奥斯陆协议，以色列将杰宁移交巴勒斯坦民族权力机构。

## 经济
杰宁现为巴勒斯坦西岸农产品主要集市中心。主要出产小麦，橄榄油，葡萄, 豆类，蔬菜类等等。

## 古蹟

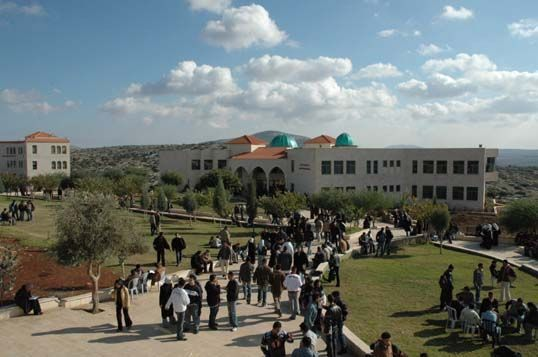
位于杰宁市的阿拉伯美国大学

- 貝拉梅是巴勒斯坦主要的青铜时代遗址之一，位于杰宁南部，古埃及皇家档案中提到的巴勒斯坦城市之一。
- 布尔津教堂（阿拉伯语：كنيسة برقين）:也被称为圣乔治教堂。位于杰宁市以西3公里。该教堂建于公元四世纪。它被认为第三世界上最古老的教堂。据基督教传说，在该地方耶稣治好了10位麻风病人。古兰经也提到了这件事。
- 杰宁大清真寺（阿拉伯语：مسجد جنين الكبير）：位于杰宁市中心，建于1566年鄂圖曼时期。

## 教育
- 阿拉伯美国大学位于杰宁市。